# Cosmos 1267
Cosmos 1267 (en russe : Космос 1267 ) est le second vol d'un vaisseau soviétique de type TKS, complet, lancé le 25 avril 1981. Le vaisseau, d'une masse de 20 tonnes comprend deux modules ; le FGB est utilisé pour transporter du fret destiné au ravitaillement d'une station spatiale tandis que le module VA est utilisé pour amener l'équipage de relève. Pour ce vol de tests, Cosmos 1267 est lancé sans équipage avec  seulement du ravitaillement. Après une campagne de tests en orbite de 57 jours, il s'amarre à la station spatiale soviétique Saliout 6, le 19 juin à 6 h 52 TU. Le module VA se détache auparavant le 24 mai 1982 du vaisseau Cosmos et est récupéré au sol après avoir effectué une rentrée atmosphérique réussie. Malgré le succès de la campagne de test, le programme de la station Almaz qui inclut le vaisseau TKS  est annulé le 17 décembre 1981. Saliout 6 et le module FGB de Cosmos 1267, qui est resté amarré à Saliout 6, sont détruits lorsque la station spatiale, qui a été désorbitée, effectue sa rentrée atmosphérique le 29 juillet 1982.